# 일라이저 버크

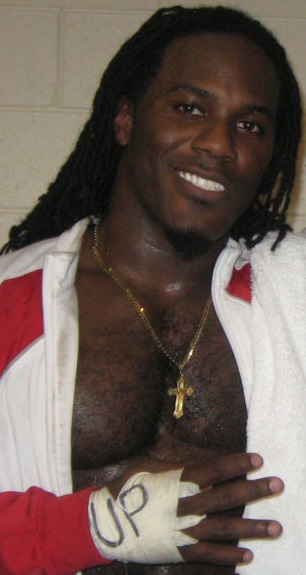
일라이저 버크

일라이저 새뮤얼 버크(Elijah Samuel Burke, 1978년 5월 20일 ~ )는 미국의 남자 프로레슬링선수다. WWE 링네임이 일라이저 버크(Elijah Burke)라는 사용을 한적도 있고 TNA에서 건너와 링네임은 디 안젤로 디네로(D'Angelo Dinero)라는 사용을 하고 있다. 키는 185cm 몸무게는 104kg으로 2003년 프로레슬링 입문으로 피니쉬는 일라이저 익스프레스/디 안젤로 디네로 익스프레스(점핑 더블 하이니), 일라이저 익스피리언스(리버스 러시안 레그스윕), STO, 시저드 암바, 더블 니 페이스브레이커로 사용을 한다.

## 수상
- BCW 헤비웨이트 챔피언 1회
- CRW 태그팀 챔피언 1회 - 제레미 프라핏
- OVW 헤비웨이트 챔피언 1회
- OVW 텔레비전 챔피언 1회
- OVW 태그팀 챔피언 2회 - 프라이빗 앤서니 (1회), 빅 존 (1회)
- 식스틴 OVW 트리플 크라운 챔피언
- PWI 모스 임푸르브드 레슬러 오프 더 이열 (2010)
- PWI 랭크드 힘 #36 오프 더 탑 500 싱글즈 레슬러 인 더 PWI 500 인 2010
- 8 카드 스터드 토너먼트 (2010)